# Herbert Art Gallery and Museum
Herbert Art Gallery and Museum ist ein Museum in Coventry und wurde nach dem Industriellen Sir Alfred Herbert benannt. 1938 spendete Herbert der Stadt Coventry 100.000 £ für den Bau eines Museums.

## Geschichte
1939 begannen die Bauarbeiten. Doch mit dem Beginn des Zweiten Weltkriegs wurden die Bauarbeiten gestoppt. Nach 1949 wurde das Kellergeschoss als Galerie genutzt.
1952 grub der Architekt Albert Herbert, ein Verwandter des Spenders, die Idee eines Museums wieder aus und  1954 konnte Sir Alfred Herbert den Grundstein für ein neues Gebäude auf der anderen Seite der Straße legen. Dank einer weiteren Spende von £ 100.000 gingen die Bauarbeiten zügig voran. 1956 wurden die Pläne für das Museum überarbeitet, da Alderman JI Bates weitere £ 34.500 spendete, unter der Bedingung, dass ein Raum für eine naturgeschichtliche und wissenschaftliche Sammlung geschaffen werde. Nachdem Sir Herbert 1957 verstorben war, eröffnete Lady Herbert am 9. März 1960 das  Museum.

## Konzept
Das Museum besitzt neben einer Kunstsammlung umfangreiche Sammlungen zu Archäologie, Natur-, Sozial- und Industriegeschichte. Das Museum verfügt über eine Sammlung von Kostümen von 1800 bis heute. einen weiteren Schwerpunkt legt das Museum auf Coventrys Geschichte als einstiges Zentrum für Buchkunst. Das Museum besitzt 250 Bücher sowie Maschinen zur Herstellung von Einbänden und Büchern. Seit 2008 besitzt das Museum außerdem eine Sammlung, die sich dem Thema "Frieden und Versöhnung" widmet. 2011 konnte das Museum außerdem für £ 12.000 das "Coventry Album" kaufen, eine Sammlung von Gemälden von William Henry Brooke aus dem Jahr 1819. Das Album gilt als bedeutendstes Konvolut von historischen Gemälden zu Coventry.
Außerdem zeigt das Museum temporäre Ausstellungen.

## Architektur

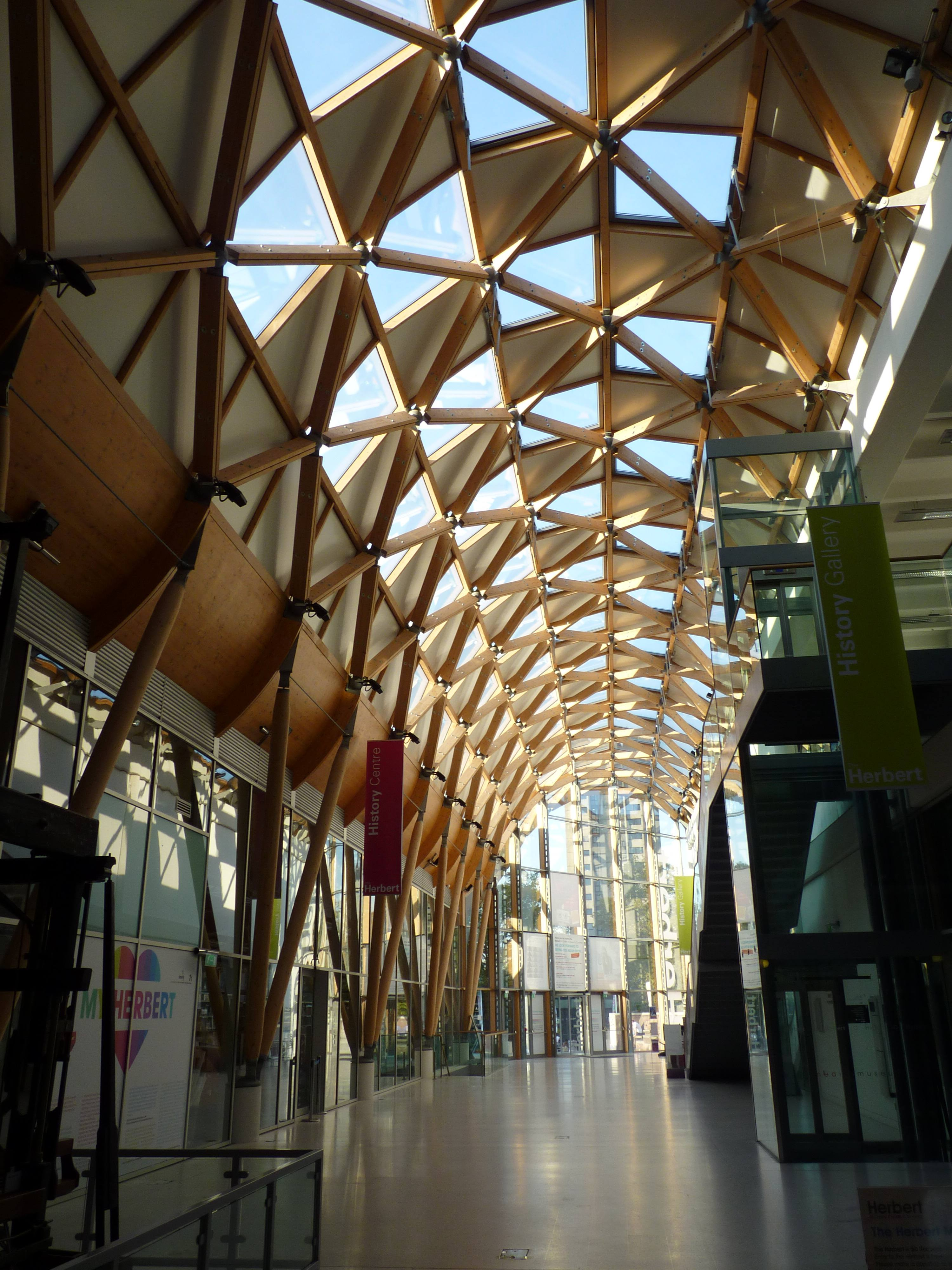
Im Inneren herrscht die Atmosphäre einer Kathedrale

Der ursprüngliche Museumsbau wurde 2009 umfangreich erweitert. Die Rückseite des ursprünglich rechteckigen Backsteinbaus wurde zur neuen Front und mit einem Glasvorbau versehen. Vorbau und Hauptgebäude wurden von einem tonnenförmig gewölbten Dach aus Holz und Glas überspannt. Absicht des ausführenden Architektenbüros Pringle Richards Sharratt war es, eine an eine mittelalterliche Kirche erinnernde Atmosphäre zu schaffen, die Anklänge an die Ruine der Coventry Cathedral nehmen sollte, die direkt neben dem Museum liegt.